# Moser von Ebreichsdorf

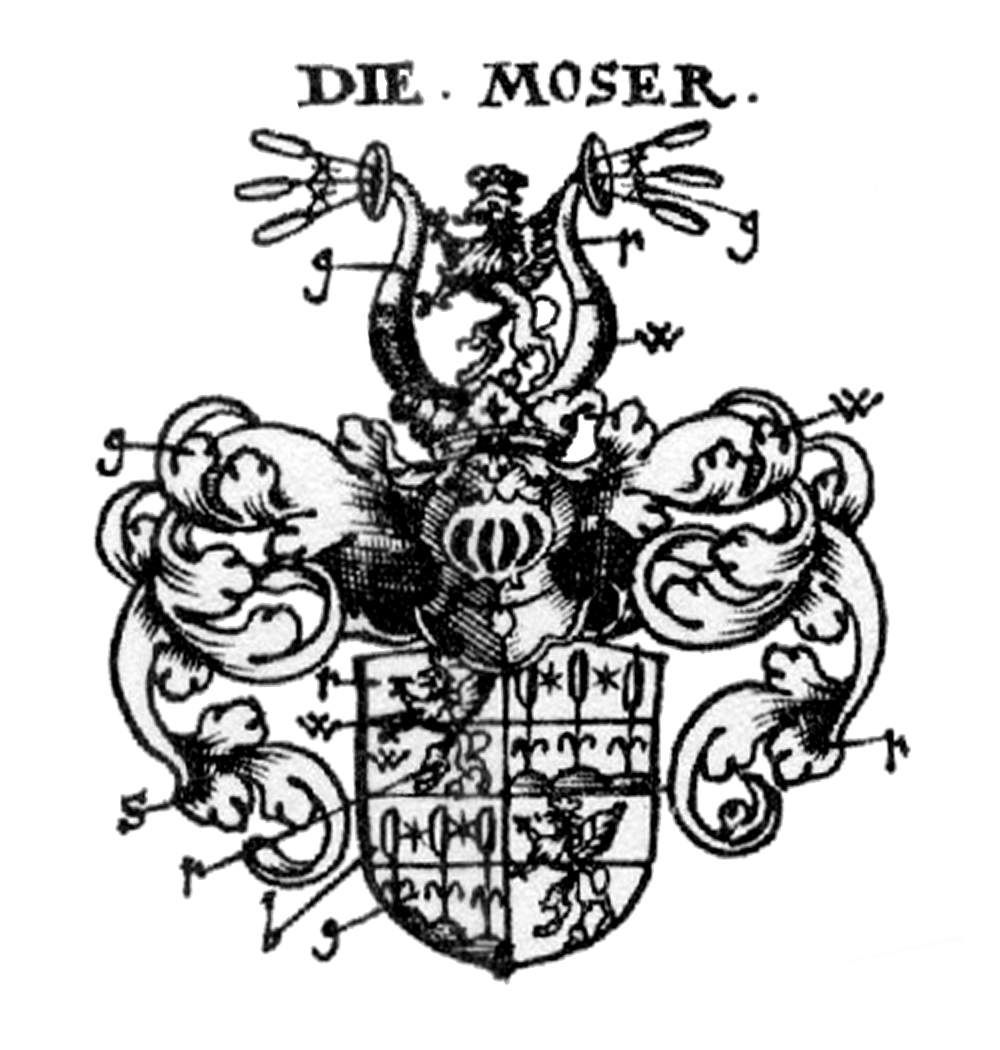
Wappen der Moser von Ebreichsdorf

Die Moser von Ebreichsdorf (auch Mosern,
Moser zu Ebreichsdorf) waren ein Adelsgeschlecht, das 1606 in den erbländischen Ritterstand, 1635 unter die neuen niederösterreichischen und 1718 unter die alten Ritterstandsgeschlechter aufgenommen wurde. Karl Leopold Friedrich von Moser wurde am 26. Jänner 1765 in den Reichsfreiherrnstand erhoben.

## Geschichte
Die Moser sind ein niederösterreichisches Adelsgeschlecht, das erstmals urkundlich um die Mitte des 16. Jahrhunderts erwähnt wird. Die beiden Brüder, Niklas Christoph und Hanns Moser, erhielten in Speyer am 21. März 1544 vom römisch-deutschen König Ferdinand I. einen neuen Wappenbrief.
Der erste bedeutende Vertreter dieser Familie ist der Wiener Bürgermeister Daniel Moser (1570–1639), der sich als Soldat auszeichnete, später in Wien Stadtrichter und zuletzt mehrmaliger Bürgermeister war. In Würdigung seiner Verdienste wurde er am 12. Juli 1606 in den erbländischen Ritterstand erhoben und am 11. Mai 1635 in die niederösterreichische Landstandschaft aufgenommen. 1639 kaufte er die Herrschaft Ebreichsdorf in Moos, welche jedoch nur bis 1686 im Eigentum der Familie blieb, und nannte sich danach Moser von Ebreichsdorf.
Karl Leopold Friedrich (1688–1770) wurde 1712 wirklicher nö. Regierungsrat und 1729 von Kaiser Karl VI. zum niederösterreichischen Land-Untermarschall ernannt. Er war an der Gründung der savoyischen Akademie auf der Laimgrube in Wien, die später mit dem k. k. Theresianum (heute das Gymnasium Theresianum) vereinigt wurde, maßgeblich beteiligt. Nach 35 Jahren Dienst als Landuntermarschall wurde er 1764 in Anerkennung seiner Verdienste zum Geheimrat ernannt. Karl Leopold Friedrich von Moser und seine Nachkommen wurden am 26. Jänner 1765 in den Reichsfreiherrnstand erhoben. 
1732 erwarb er die Herrschaft Achau mit dem Riedenhof und 1756 auch die Herrschaft Guntramsdorf. Seine beiden jüngeren Brüder Johann Ferdinand (1699–1738) und Johann Daniel (nach 1699–1769) waren Truchseß, Vorschneider und Mundschenk, Johann Daniel auch Hof-Untersilberkämmerer von Karl VI. 
Karl Leopold Joachim (1744–1823), der älteste Sohn aus der zweiten Ehe Karl Leopold Friedrich´s, war als Raitherr für die niederösterreichischen Stände tätig, 1764 wurde er Truchseß und nach Auflösung der ständischen Kollegien 1765 niederösterreichischer Regierungsrat. 1770 wurde Karl Leopold Verordneter des Ritterstandes und kam 1784 in den ständischen Ausschuss. 1802 wurde er wie sein Vater Land-Untermarschall und 1819 Ritter des Leopold-Ordens. Durch seine Frau Anna Theresia von Suttner-Gundacker kam er in den Besitz der Herrschaft Ebenfurth.

## Persönlichkeiten
- Daniel Moser (1570–1639), Wiener Bürgermeister
- Karl Leopold Friedrich Moser von Ebreichsdorf (1688–1770), niederösterreichischer Landuntermarschall
- Karl Leopold Joachim Daniel Moser von Ebreichsdorf (1744–1823), niederösterreichischer Landuntermarschall

## Wappen
Quadrierter Schild mit Mittelschild. Dieser letztere ist golden und rot gespalten, in der rechten goldenen Hälfte ist ein schwarzer goldgekrönter und gewaffneter Adler, in der linken roten Hälfte ein silberner schrägrechter Balken und darin eine aufwärts fliegende Lerche zu sehen. Im Schilde zeigt 1 und 4 ein rot und silbern quergeteiltes Feld und in demselben einen rechtsspringenden goldgekrönten Greif mit gewechselten Tinkturen; 2 und 3, von Blau und Gold quergeteilt, zeigt drei auf ebenso viel schwarzen Erdhügeln emporstehende natürliche Mooskolben und zwischen denselben zwei im oberen Grunde sichtbare goldene Sterne.
Den Schild bedeckt die Freiherrnkrone, aus welcher sich drei gekrönte Turnierhelme erheben. Auf der Krone des mittleren Helms steht der Greif zwischen zwei in ihren Mündungen mit drei Mooskolben besteckten, rechts von Gold und Schwarz, links von Rot und Silber quergeteilten Rüsseln. Die Krone des rechten Helms trägt den Adler des Mittelschildes, jene des linken einen roten orientalischen Hut mit goldenem Umschlag und mit goldener Krone bedeckt, aus welcher drei natürliche Pfauenfedern emporwallen. 
Die Helmdecken sind rechts schwarz mit Gold, links rot mit Silber belegt. Die Schildhalter sind zwei goldene Greife mit Panieren in den freien Klauen, das rechte ist golden und zeigt den Adler, das linke ist roth und zeigt den silbernen Balken mit der Lerche.

Altes Wappen der Gemeinde Ebreichsdorf
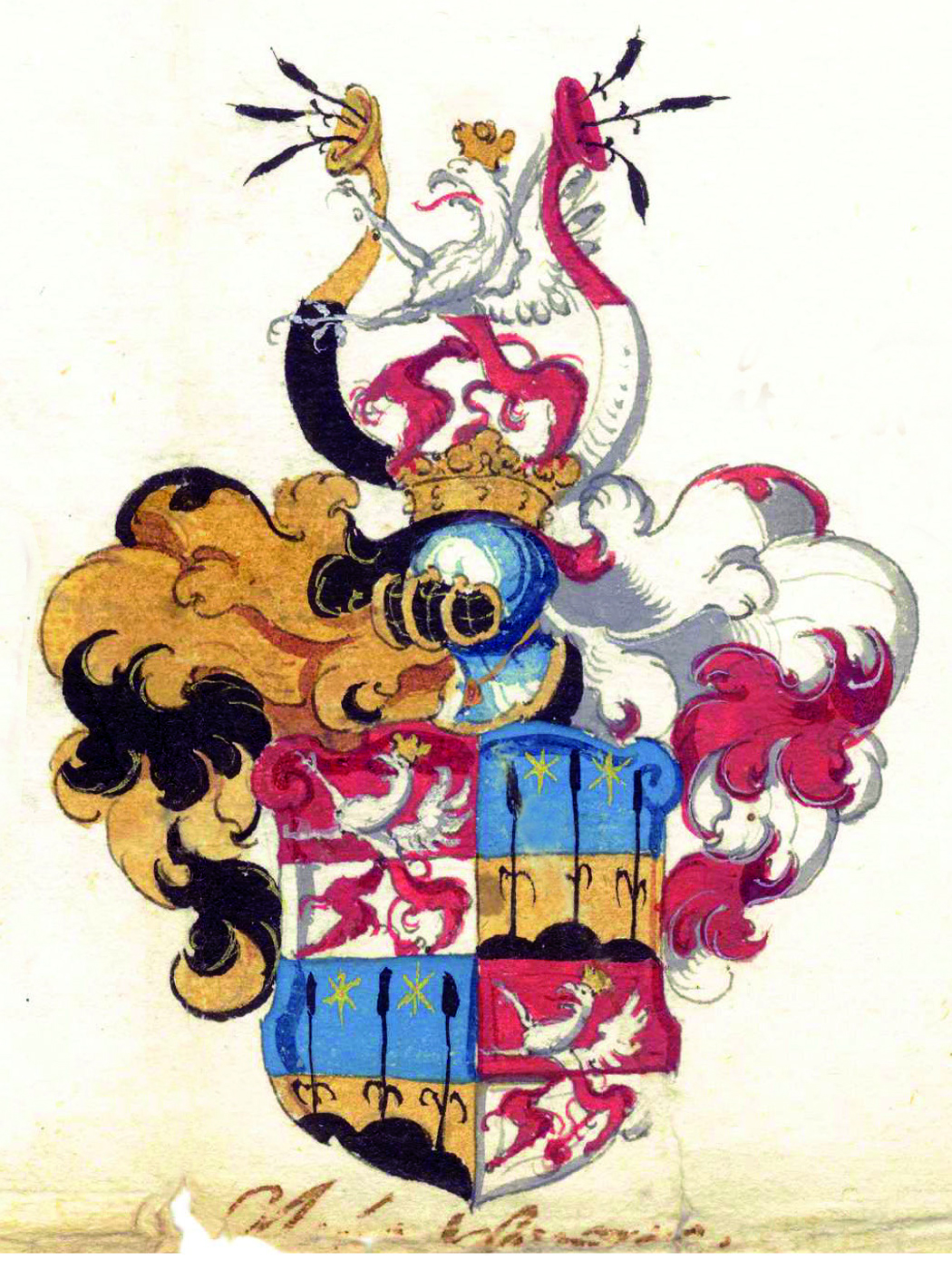
Wappen von Daniel Moser
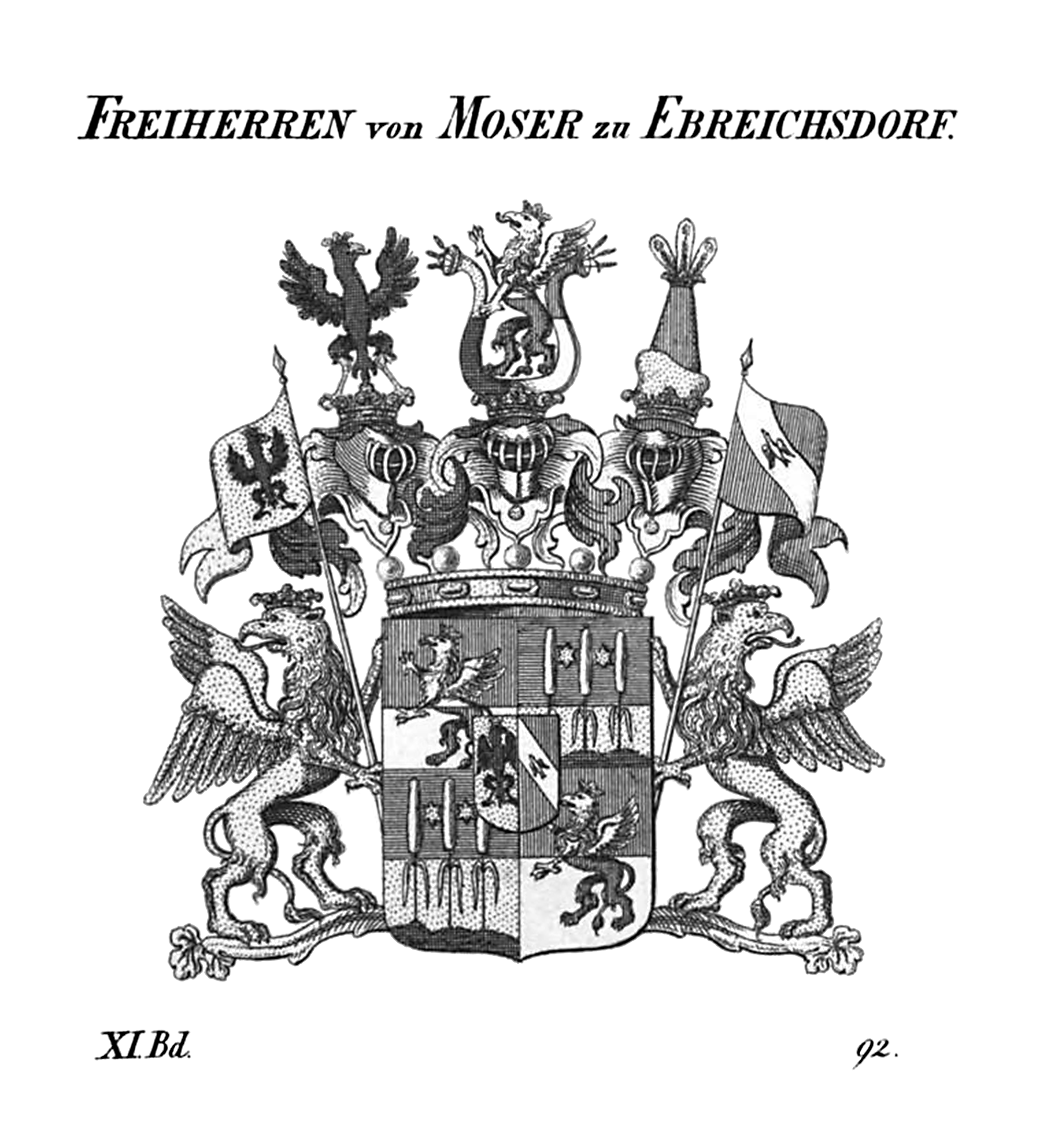
Wappen der Freiherrn Moser zu Ebreichsdorf
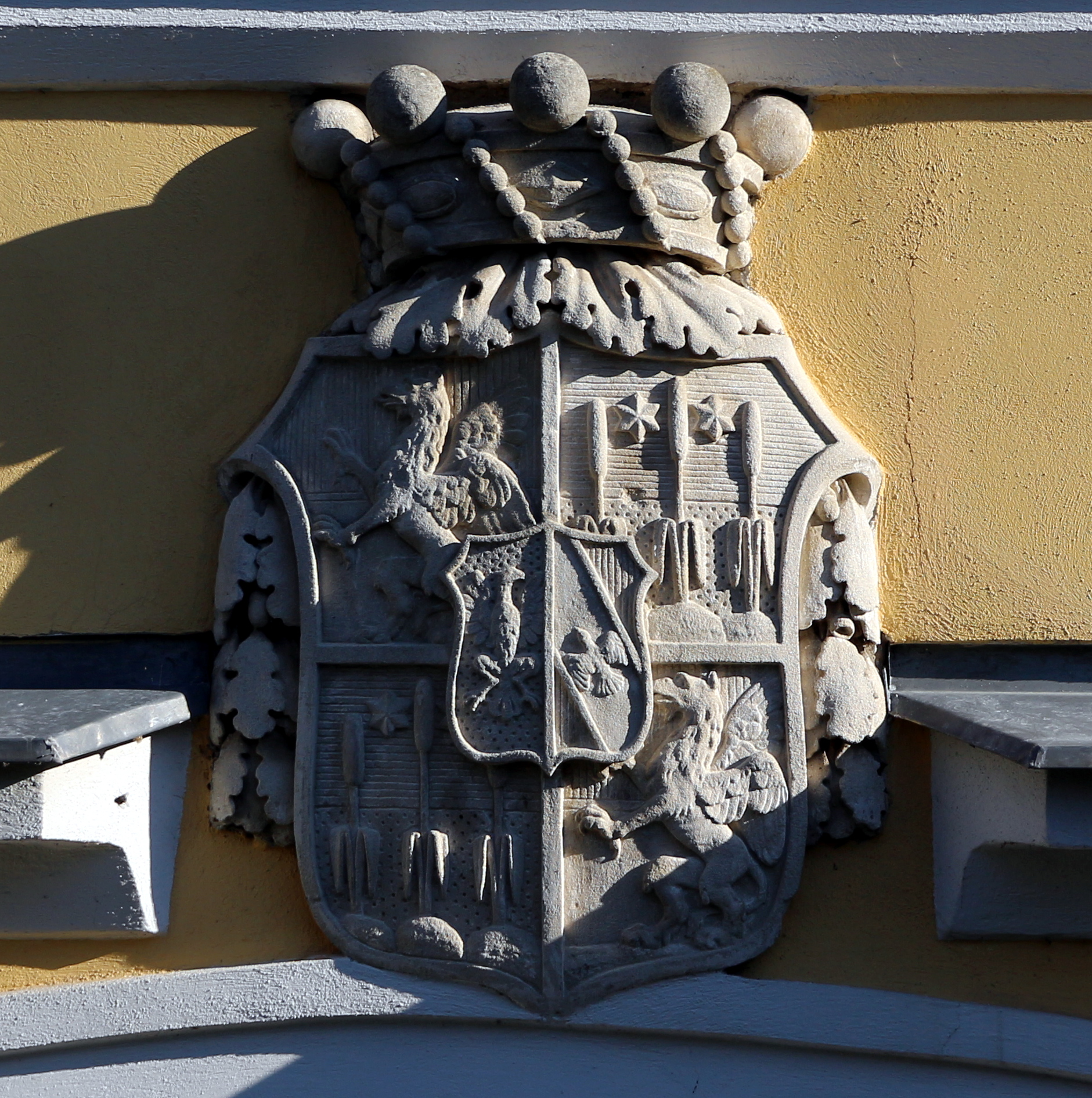
Wappen der Familie am Gutshof des Schlosses Achau